# Onthophagus hystrix
Onthophagus hystrix là một loài bọ cánh cứng trong họ Bọ hung (Scarabaeidae).